# Bad Wünnenberg
Bad Wünnenberg is een stad en gemeente in de Duitse deelstaat Noordrijn-Westfalen, gelegen in de Kreis Paderborn. De gemeente telt 12.206 inwoners (31 december 2020) op een oppervlakte van 161,28 km².
Het gemeentehuis staat te Fürstenberg.

## Plaatsen in de gemeente Bad Wünnenberg

Stadsdelen van Bad Wünnenberg

Volgens  artikel 3, lid 1 van de hoofd-gemeenteverordening bestaat de stad Bad Wünnenberg uit de volgende zeven Ortschaften (stadsdelen):
| Ortschaft      | Bevolking | Oppervlakte in km² |
| -------------- | --------- | ------------------ |
| Bleiwäsche     | 0.836     | 09,20              |
| Elisenhof      | 0.117     | 04,25              |
| Fürstenberg    | 2.657     | 58,90              |
| Haaren         | 2.538     | 32,96              |
| Helmern        | 0.878     | 12,49              |
| Leiberg        | 1.586     | 16,02              |
| Bad Wünnenberg | 3.798     | 27,18              |
| TOTAAL:        | 12.4100   | 161,000            |

1. ↑  Stand: 12 april 2021. Bron: gemeentelijke website.[3]
2. ↑  Stand: 1985 Bron: gemeentegids (Heimatbuch).[4]

## Geografie, infrastructuur
De gemeente ligt in een heuvelachtig gebied (hoogte tussen circa 270 en 480 meter boven zeeniveau), met vooral in de zuidelijke helft vrij veel bos. Ze ligt in een overgangsgebied tussen het Sauerland, waar de zuidelijkst gelegen dorpen van Bad Wünnenberg eigenlijk al deel van uitmaken, en het Eggegebergte (oostelijk, richting Diemelstadt). Het noordoostelijke gedeelte van de gemeente, waar de bodem uit kalksteen bestaat, die met vruchtbare löss bedekt is, wordt ook wel Sindfeld of Sintfeld genoemd.
Door Bad Wünnenberg zelf stroomt van zuidoost naar west de (bovenstrooms van het stadje Aa-Bach geheten) beek Afte, die bij Büren uitmondt in de Alme. Ten zuidoosten van Bad Wünnenberg en ten zuiden van Fürstenberg bevindt zich een stuwdam met stuwmeer (Aabachtalsperre).
Bad Wünnenberg is een luchtkuuroord (Luftkurort) en een kuuroord speciaal voor Kneippkuren (Kneippkurort). Het stadje Bad Wünnenberg zelf bestaat uit een benedenstad en een iets zuidelijker gelegen bovenstad.

### Naburige gemeenten
- In het noorden: Salzkotten en iets oostelijker Borchen
- In het noordoosten: Lichtenau
- In het zuidoosten: Marsberg
- In het zuidwesten: Brilon
- In het westen: Büren (Westfalen).

### Infrastructuur

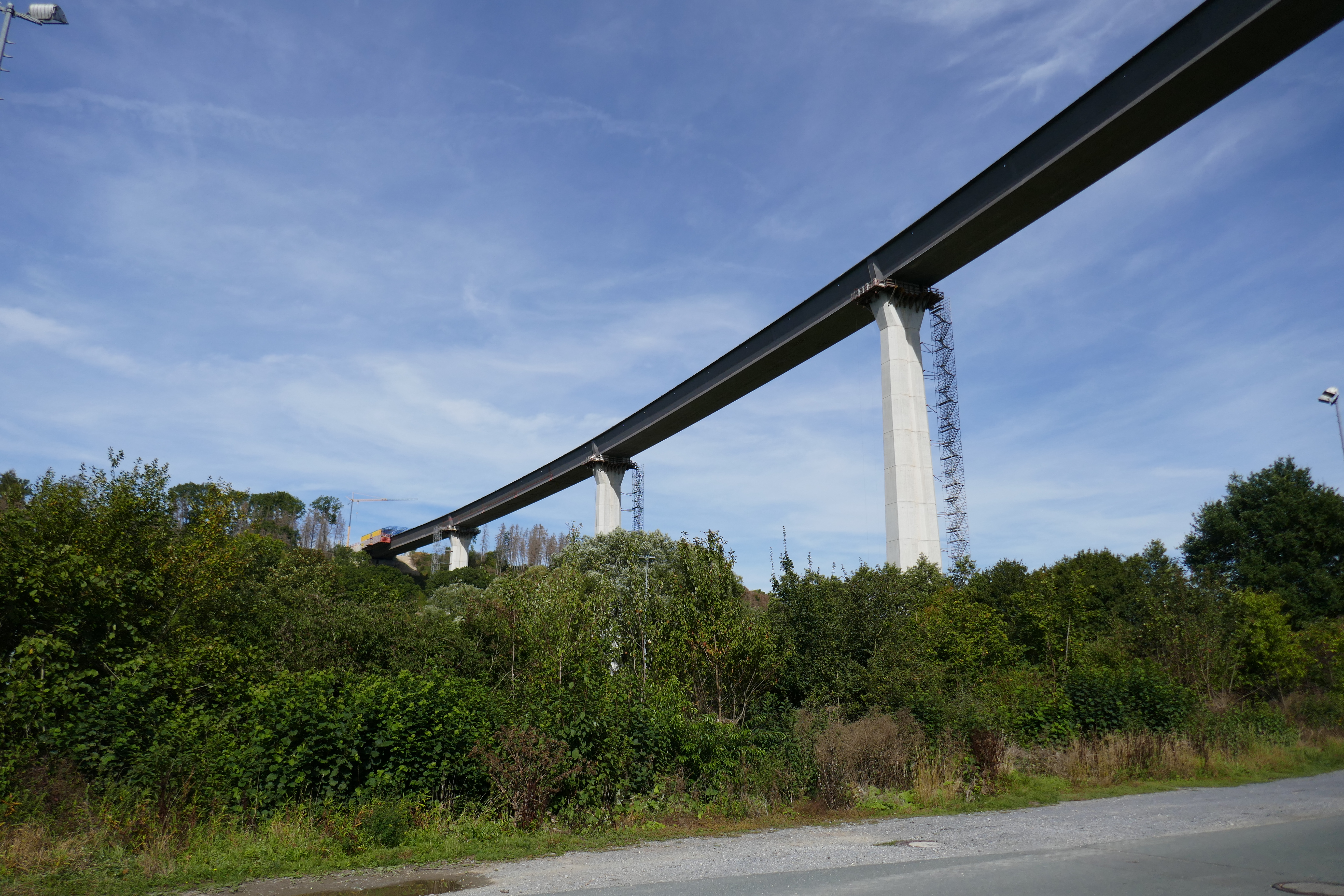
Brug in de B 480 over het Afte-dal, Bad Wünnenberg (na voltooiing ruwbouw, 2019)

Door het noorden van de gemeente loopt de Autobahn A 44 Ruhrgebied - Kassel. Deze kruist op Kreuz Wünnenberg-Haaren de Autobahn A 33 naar Paderborn. De Bundesstraße 480 Paderborn- Brilon was tot voor kort het verlengde van de A33 en liep via Haaren met enige haarspeldbochten door Wünneberg heen. Met de aanleg van een rondweg westelijk om Bad Wünnenberg heen, met inbegrip van een Talbrücke over het dal van de Afte, was in 2013 begonnen. Deze weg is op 20 december 2021, een jaar eerder dan oorspronkelijk gepland, voor het verkeer geopend.
De gemeente is niet rijk bedeeld met openbaar vervoer. Spoorwegen zijn er niet; het dichtstbijzijnde station staat 15 km zuidoostelijk van Bad Wünnenberg te Marsberg. Hier stoppen echter alleen stoptreinen. Er rijden streekbussen, soms van Bleiwäsche via Bad Wünnenberg, naar Büren, Brilon en, soms met overstap te Haaren, Paderborn v.v.. In die laatste stad kan men sneltreinen naar verder weg gelegen plaatsen nemen. De frequentie van de bussen is buiten de spitsuren op werkdagen beperkt. In de weekends rijdt eigenlijk alleen de bus via Haaren naar Paderborn vaker dan 4 maal per dag.

## Economie

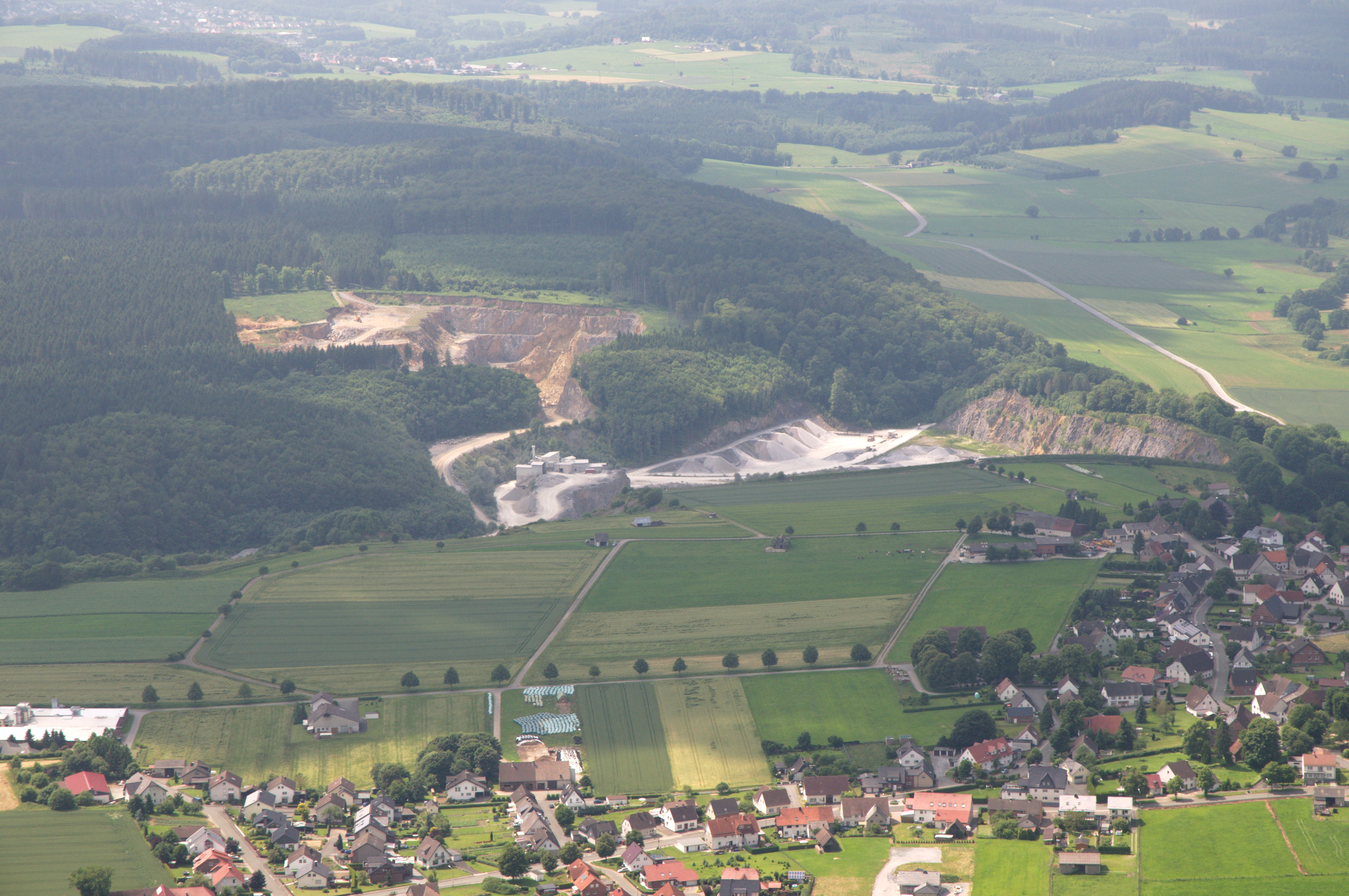
Kalksteengroeve Bleiwäsche

Het bij de Autobahn A44 gelegen dorp Haaren is voorzien van een aan de westrand van het dorp gelegen, 2 kilometer lange en enkele honderden meters brede strook bedrijventerrein. Het is het economische zwaartepunt van de gemeente. Er is een groot aantal kleine en middelgrote bedrijven gevestigd, waaronder enkele kleine meubel- en plasticfabrieken en metaalbewerkingsbedrijven. De meeste van deze ondernemingen zijn alleen van regionaal of plaatselijk belang.
Gezien de status van kuuroord en de ligging nabij het Sauerland met zijn vele natuurschoon is ook het toerisme een belangrijke bedrijfstak. Bij het kuurbedrijf in Bad Wünnenberg hoort ook de aanwezigheid van enige klinieken, waaronder de Aatalklinik, een nagenoeg algemeen ziekenhuis. De werkgelegenheid, die deze instellingen hebben gegenereerd, is niet onbelangrijk.
De in het verleden belangrijke mijnbouw beperkt zich sedert de 20e eeuw tot enige winning van kalksteen in dagbouw bij Bleiwäsche.
Land- en bosbouw zijn sedert ongeveer 1970 van sterk afnemend belang.
In Fürstenberg staat het belangrijkste schoolgebouw van de gemeente, waar zowel basis- als voortgezet onderwijs wordt gegeven.

## Geschiedenis
Reeds in de Romeinse tijd werd in het gebied van de gemeente lood gedolven; in de 16e eeuw was de winning van dit metaal tijdelijk opnieuw een belangrijk middel van bestaan en leidde tot het ontstaan van het dorp Bleiwäsche.
Of Karel de Grote hier, op het Sintfeld, rond het jaar 772 of 775 een veldslag tegen de Saksen heeft geleverd, is niet geheel zeker. Het Saksische heiligdom Eresburg, waar de voor de Saksen heilige Irminsul zou hebben gestaan, lag vermoedelijk nabij Marsberg, dat direct ten zuiden van dit Sintfeld ligt.
Vanaf de middeleeuwen tot aan de Napoleontische tijd behoorde deze streek tot het Prinsbisdom Paderborn. Consequentie hiervan was, dat de Reformatie in de 16e eeuw slechts een beperkt effect op de religieuze gezindheid van de bevolking had. Tot op de huidige dag is meer dan driekwart van alle christenen in de gemeente Bad Wünnenberg rooms-katholiek.
De omgeving van het huidige stadje Bad Wünnenberg was in de 13e eeuw onveilig. De hier heersende heren van Büren hadden voortdurend conflicten met andere (roof-)ridders, die om de macht streden. Boeren verlieten hun dorpjes en gingen rondom het kasteel wonen van die heer, van wie zij enige bescherming verwachtten. In 1306 was aan het rondom het kasteel ontstane dorp door heer Walraven von Büren het stadsrecht toegekend. Van 1391 tot 1394 rebelleerden plaatselijke edelen ( Bengler) tevergeefs tegen de Paderborner prinsbisschop; in deze jaren werd de gehele streek opnieuw zwaar door oorlogsgeweld getroffen. Diverse dorpen werden opgegeven. Alleen Wünnenberg bleef gedeeltelijk gespaard.
In de 14e eeuw lieten de Paderborner bisschoppen het kasteel Fürstenberg bouwen. Zij stelden het ter beschikking aan de familie Von Westphalen. Het kasteel was vanaf de 15e eeuw tot aan de verwoesting door brand en de daaropvolgende herbouw in monumentale barokstijl, in 1783, vrijwel onafgebroken in bezit van dit adellijke geslacht, en bleef dat ook tot op de huidige dag. Het kasteel en het fraaie park daaromheen zijn privéterrein en zijn streng verboden toegang voor onbevoegden.
In het algemeen had de streek rondom Wünnenberg van de 14e tot en met de 19e eeuw veel te lijden door oorlogsgeweld (o.a. de Dertigjarige Oorlog (1618-1648) en de Zevenjarige Oorlog (1756-1763)), epidemieën van de pest en andere ernstige ziektes, grote branden (te Wünnenberg o.a. in 1430, 1564 en 1725), misoogsten, algemene armoede en hongersnoden. Zie ook de artikelen over de individuele Ortschaften van de gemeente.

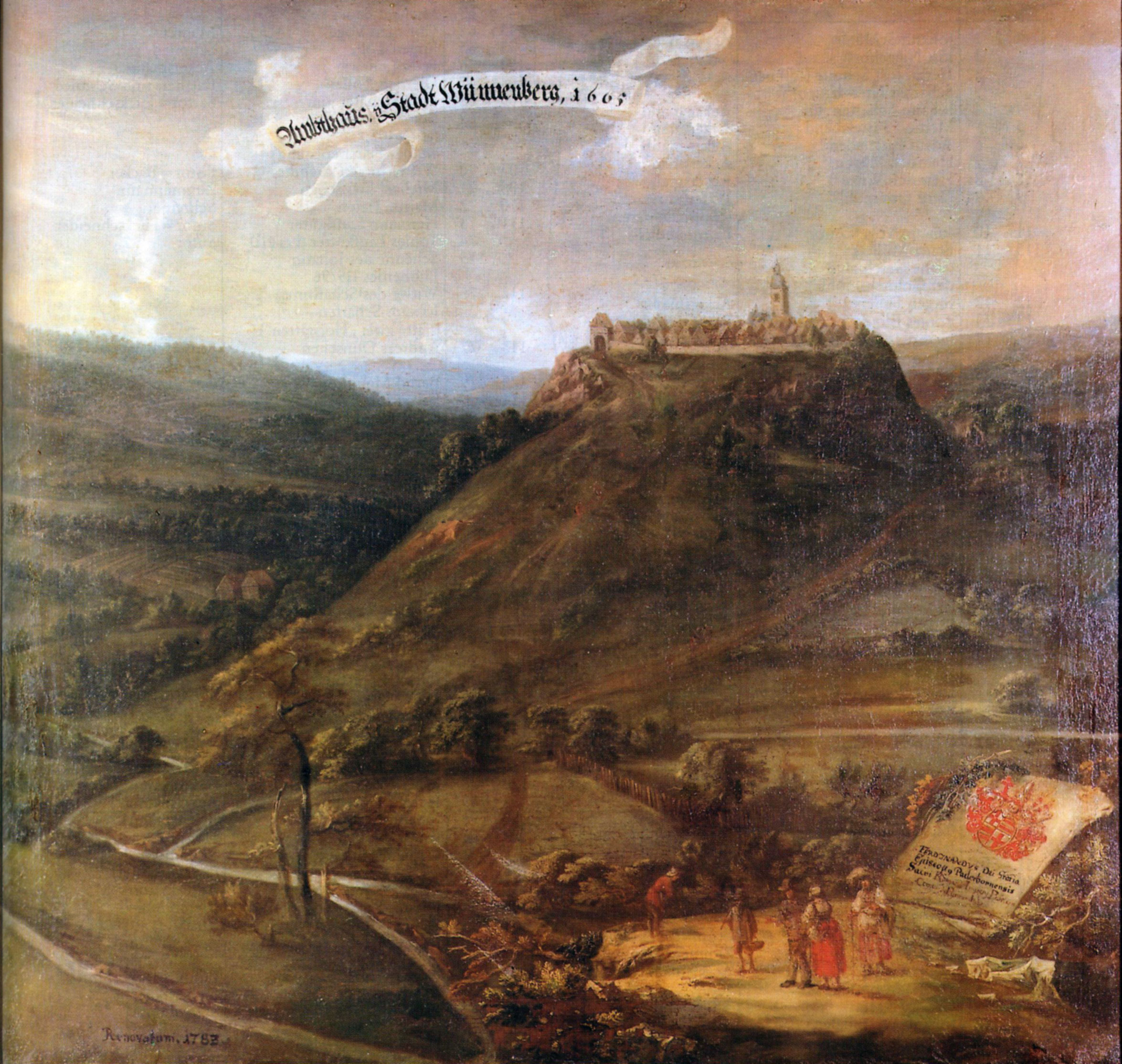
Carl Ferdinand Fabritius: Wünnenberg in 1665

Tussen 1601 en 1702 (naar verhouding nog laat!) vonden te Fürstenberg, dat van de middeleeuwen tot na de Eerste Wereldoorlog een eigen rechtbank had, ongeveer 50 heksenprocessen plaats. De beschuldigden vonden doorgaans de dood op de brandstapel.
Na de stadsbrand van 1725 werd in de noordelijk gelegen bovenstad slechts aan 60 families toegestaan, hun huis te herbouwen. Het mocht niet aan het huis van de buren vastgebouwd worden. In de benedenstad werd een nieuwe, ruimer gebouwde en dus brandveiliger wijk gebouwd. Later in de 18e eeuw werden er toch weer huizen tussenin gebouwd, omdat er gebrek aan bouwgrond was.
Gedurende de maartrevolutie van 1848 was het te Fürstenberg zeer onrustig; onder andere het kasteel werd bestormd en liep veel schade op; het archief van de grafelijke familie ging verloren. 175 Pruisische soldaten rukten Fürstenberg binnen en maakten met harde hand een einde aan het oproer. Doden waren er gelukkig niet te betreuren.
Onder het na het Congres van Wenen ingestelde Pruisische bestuur begon enige vooruitgang. In 1839 werden de eerste goede, bestrate wegen, in 1919 de eerste elektriciteitsleidingen en in 1889 de eerste waterleidingen aangelegd. Gebrek aan goed irrigatie- en drinkwater bleef echter tot rond 1970 nog een groot probleem voor de gemeente. 
Tussen 1972 en 1980 werd het stadje voor (Kneipp-)kuurtoerisme ingericht. Sinds 2000 mag het het predicaat Bad voor de plaatsnaam Wünnenberg voeren.

## Bezienswaardigheden
- Direct ten zuidoosten van het stadscentrum en de Aatalklinik ligt een 25 hectare groot, gratis toegankelijk kuurpark met o.a. watertrappelbassins voor de Kneippkuur en een blotevoetenpad.
- Ten zuiden van Fürstenberg ligt in een fraai bos de in 1979 voltooide, 450 meter lange stuwdam van het stuwmeer in de Aabach (Aabachtalsperre). Het bijna 350 meter boven zeeniveau gelegen stuwmeer is 180 hectare groot en dient in de eerste plaats de drinkwatervoorziening. Verder is er vis uitgezet; ter plaatse kunnen hengelaars een vergunning aanvragen om in het meer te vissen. Recreatie in dit gebied is verder beperkt tot wandelen, fietsen e.d. op het geasfalteerde weggetje, dat helemaal om het stuwmeer heen loopt.
- Ook elders is er vooral in het zuidelijke gedeelte van de gemeente een aantal mogelijkheden voor ook langere wandelingen. Dit grotendeels beboste  gebied maakt deel uit van het Sauerland. Enkele beekdalen in de gemeente hebben de status van natuurreservaat. Dit geldt ook voor de in 1987 ontdekte druipsteengrot in de steengroeve van Bleiwäsche (niet voor publiek toegankelijk). Een 500 km lange, en op veel websites nog aangeprezen fietsroute, die de gemeente aandeed, Wellness-Radroute, bestaat sedert 2011 niet meer. De regionale overheid vond het parcours voor niet of weinig getrainde fietstoeristen te zwaar, en de bebording werd verwijderd.
- Industrieel erfgoed: Historische molen Ohrmackers-Mühle (1933), Haaren; nu en dan voor bezoekers geopend
- In het stadje zijn enkele monumentale gebouwen behouden, waaronder de na de brand van 1725 beschadigde en in de 21e eeuw gereconstrueerde stadstoren (Wehrturm).
- Aan de noordrand van de benedenstad  van Bad Wünnenberg staat nog de Spanckenhof uit 1726. Na een grote brand in 2013, werd dit gebouw in 2016 heropend. Het is een bescheiden cultureel centrum. De gemeenteraad komt er voor bijzondere zittingen bijeen. Ook is er een trouwzaaltje.

## Afbeeldingen

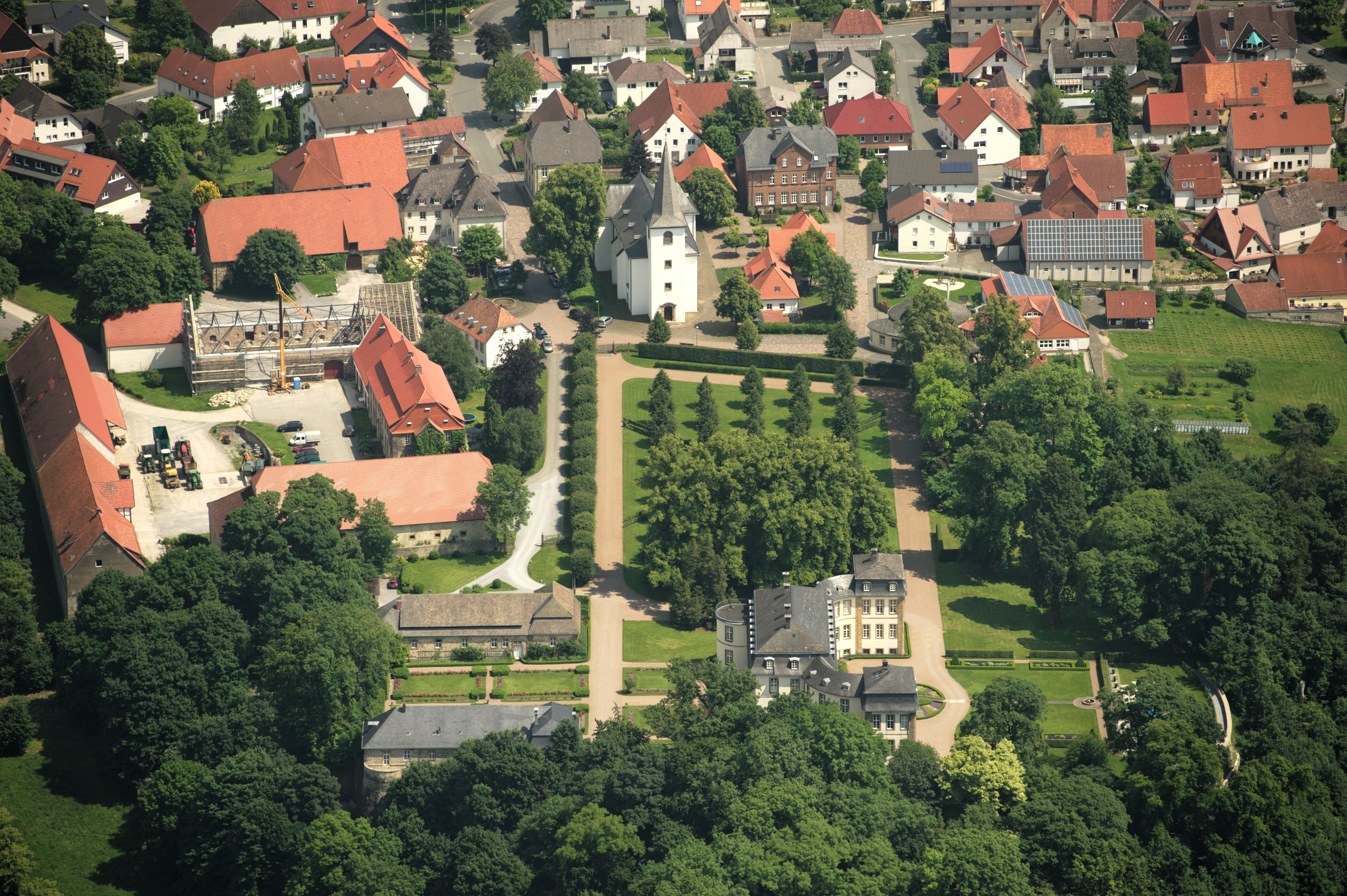
Bad Wünnenberg
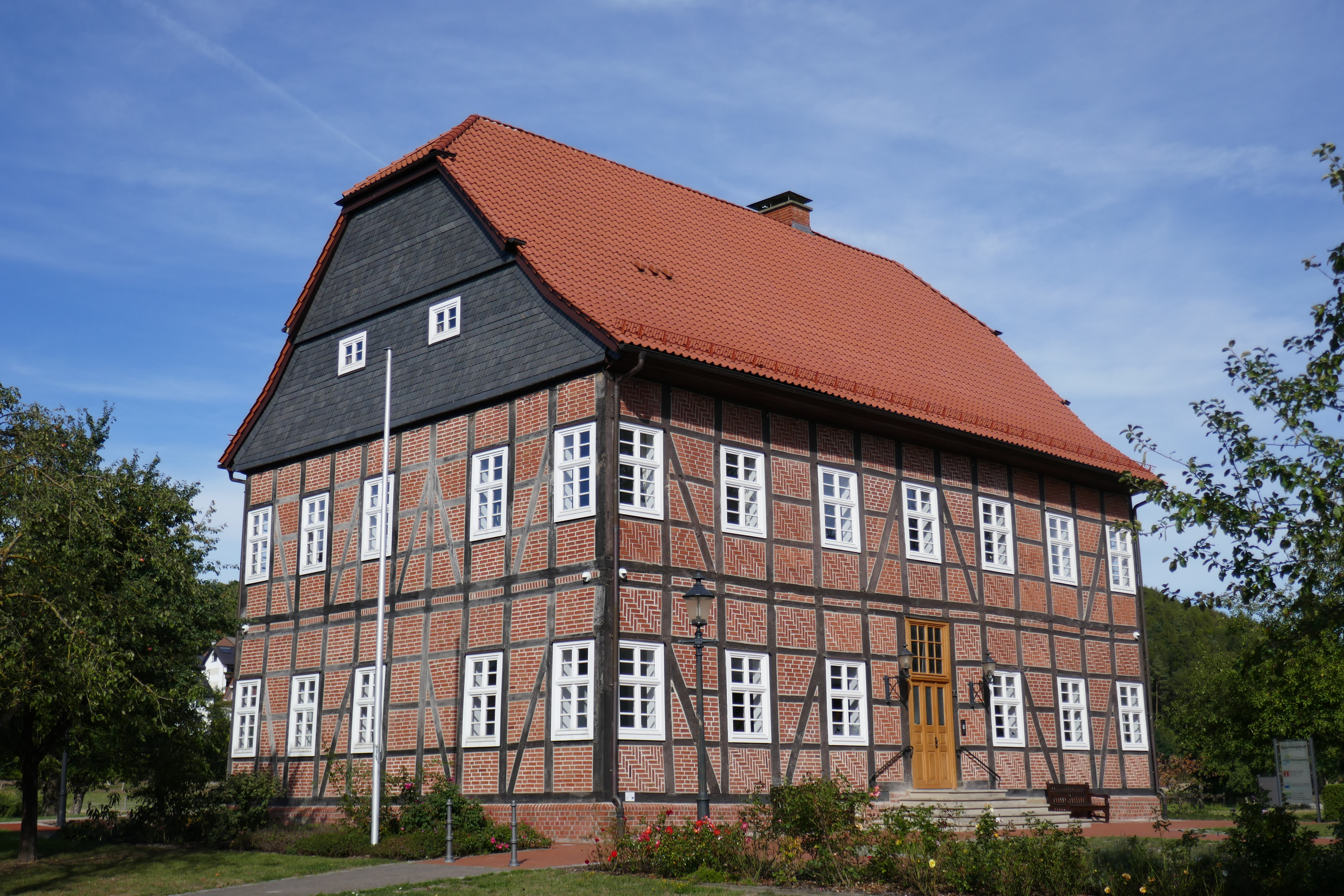
De Spanckenhof
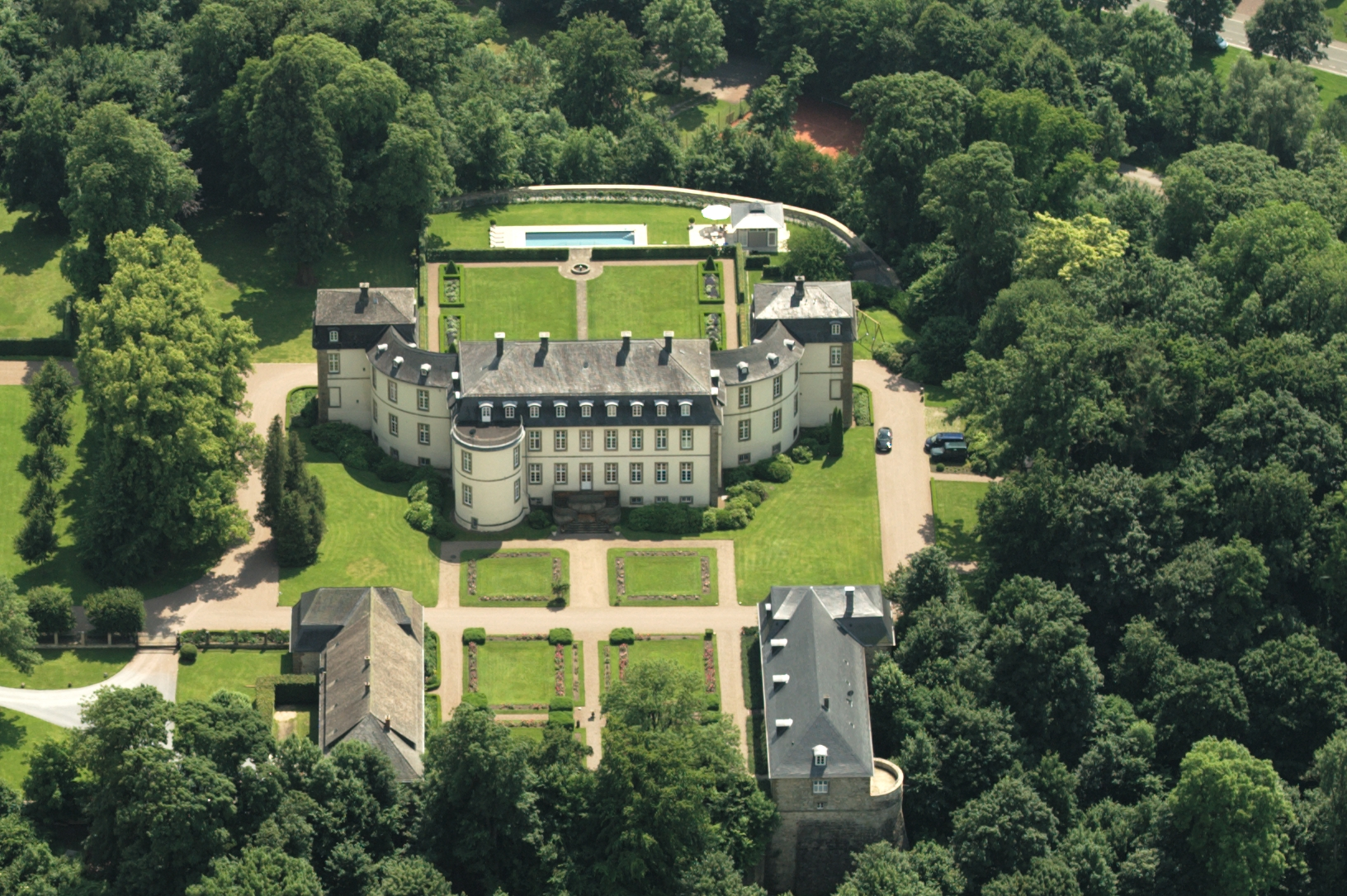
Schloss Fürstenberg, nabij het dorp van die naam
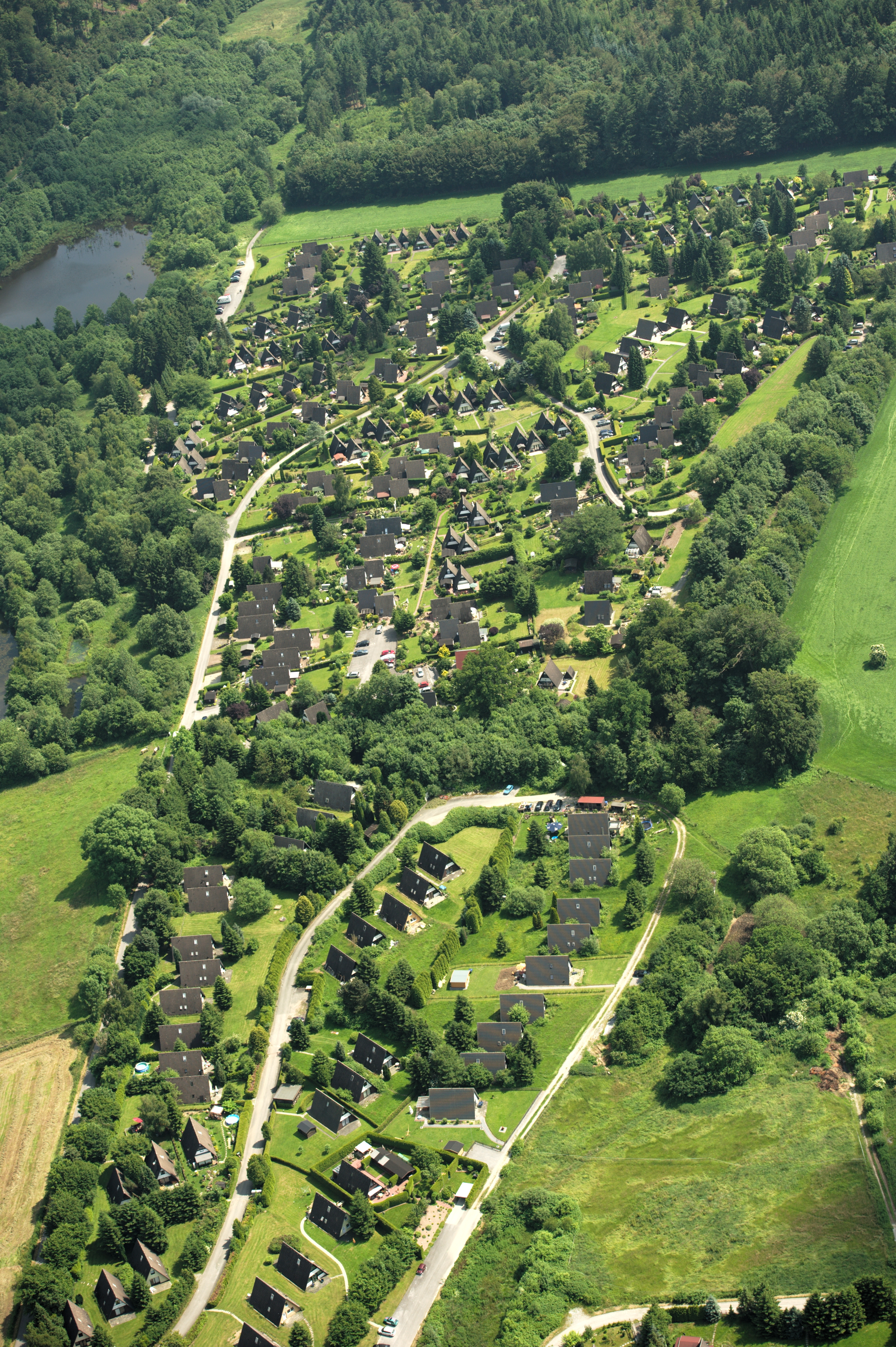
Vakantiehuisjespark ten zuiden van Fürstenberg
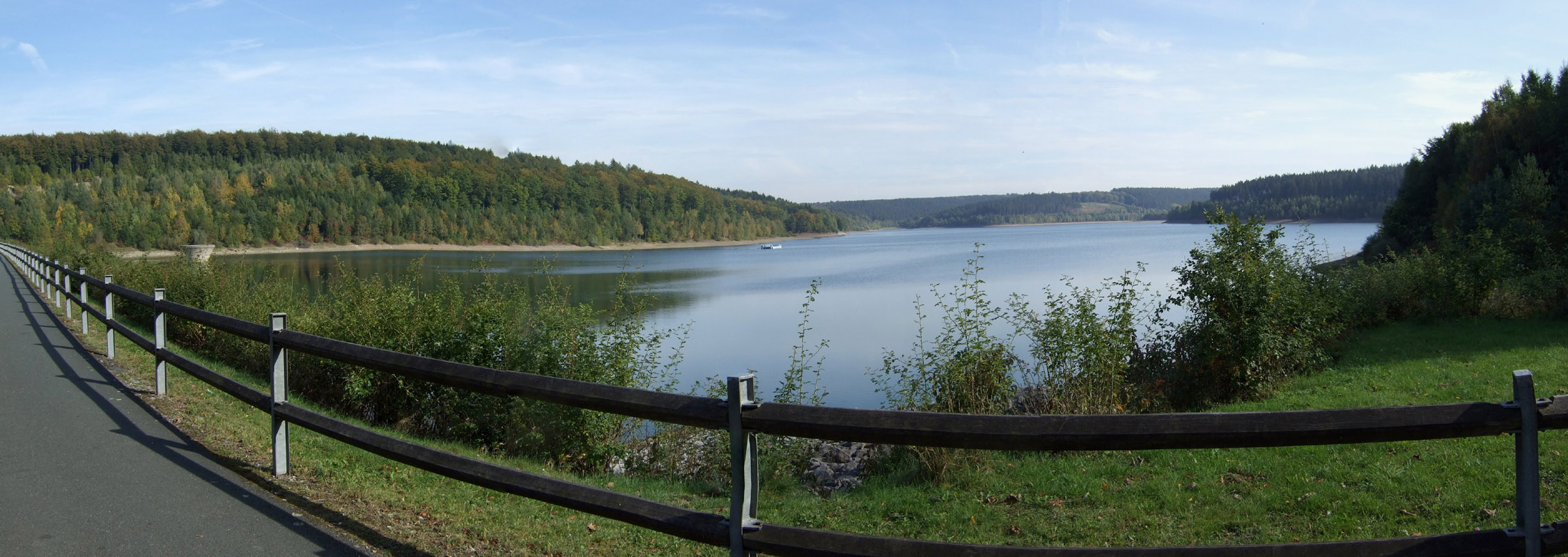
Aabachsee
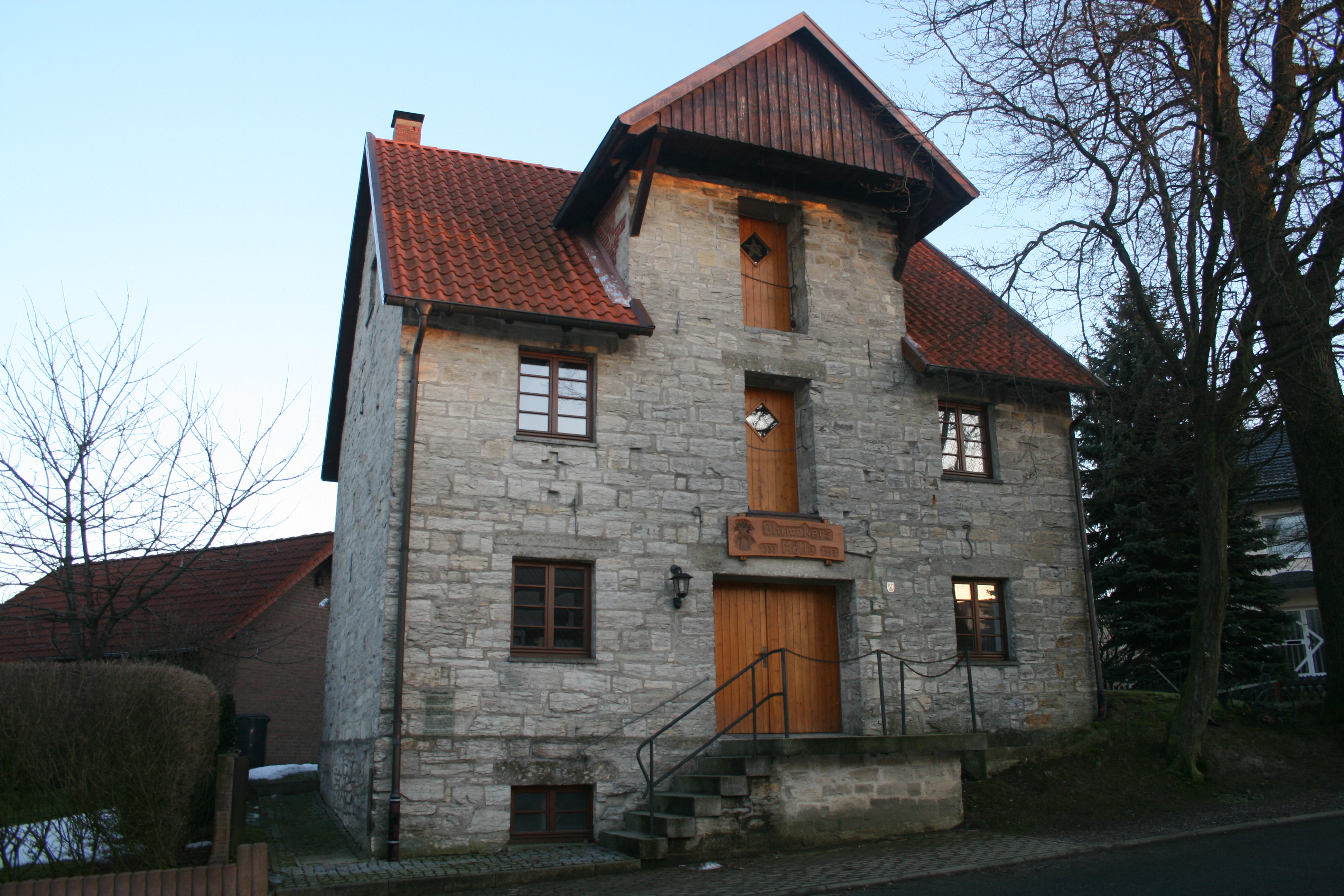
Ohrma(c)kers-Mühle (1933)

## Partnergemeente
Sedert 1994 bestaat een jumelage met Maizières-lès-Metz in Lotharingen, Frankrijk.

## Belangrijke personen in relatie tot de gemeente
- Friedrich Wilhelm von Westphalen (Frederik Willem van Westfalen) (* 5 april 1727 in Paderborn; † 6 januari 1789 in Hildesheim), prinsbisschop van Hildesheim en Paderborn, liet verscheidene kerken en kastelen bouwen, waaronder in 1783 Kasteel Fürstenberg.
- Walther Stennes (Fürstenberg, 12 april 1895 - Lüdenscheid, 18 mei 1989) was de leider van de SA van de NSDAP tijdens de opgang van het nazisme in Duitsland, maar hij viel in ongenade en moest naar Shanghai vluchten.

Altenbeken · Bad Lippspringe · Bad Wünnenberg · Borchen · Büren · Delbrück · Hövelhof · Lichtenau · Paderborn · Salzkotten